# Darwinia pinifolia
Darwinia pinifolia är en myrtenväxtart som först beskrevs av John Lindley, och fick sitt nu gällande namn av George Bentham. Darwinia pinifolia ingår i släktet Darwinia och familjen myrtenväxter. Inga underarter finns listade i Catalogue of Life.